# The Secret Relationship Between Blacks and Jews
The Secret Relationship Between Blacks and Jews (La Relation secrète entre les Noirs et les Juifs) est un ouvrage publié par Nation of Islam, dont le chef est Louis Farrakhan, traitant dans son premier tome paru en 1991 de la pratique de l'esclavage par les Juifs et dans le second, paru en 2010, de ce qui serait l'appropriation de l'économie noire américaine par les Juifs et dans un troisième, en 2016, de l'enrichissement des Juifs en organisant la renaissance du Ku Klux Klan. Cet ouvrage est accusé de falsification antisémite.

## Thèse

Logo de Nation of Islam

Le livre allègue que la communauté juive a dominé la traite atlantique de l'esclavage. À l'appui de cette thèse, le livre fait appel à de nombreuses citations d'auteurs juifs, comme Arnold Wiznitzer et Marc Lee Raphael,.
En 2010, Nation of Islam a publié le tome 2 de The Secret Relationship Between Blacks and Jews sous-titré How Jews Gained Control of the Black American Economy, soit « Comment les juifs s'approprièrent l'économie noire américaine ».
Le troisième tome de The Secret Relationship est publié en 2016, avec le sous-titre « Leo Frank, le lynchage d'un homme coupable ». Selon l'Anti-Defamation League, ce volume affirme que « les hommes d'affaires juifs » du début du XXe siècle ont travaillé pour subjuguer les Noirs et s'enrichir en organisant la renaissance du Ku Klux Klan ». Le livre allègue également que « les Juifs étaient secrètement responsables du lynchage de Leo Frank ».

## Critiques et accusations d'antisémitisme

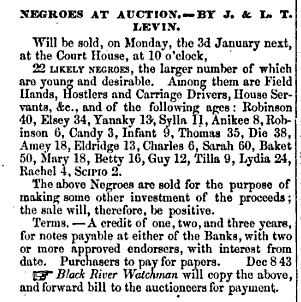
Publicité pour une vente de 22 esclaves par Jacob Levin (J. Levin et LT Levin), v. 1853, servant d'illustration en première de couverture au volume I de The Secret Relationship.

Le premier tome du livre est qualifié de falsification antisémite par des historiens tels que Saul S. Friedman, qui le décrit composé d'« une partie de faits et neuf parties de fable »,, et qui démontre que les Juifs ont eu un rôle minime dans la traite des esclaves vers le Nouveau Monde ou encore Henry Louis Gates, chef du département des études afro-américaines à l'université Harvard, qui a appelé ce livre la « bible du nouvel antisémitisme » et  qui dénonce un procédé de citations soigneusement choisies,.
D'autres historiens qualifient l'ouvrage de « version afro-américaine » des Protocoles des Sages de Sion, de « littérature de haine », de « recueil de théories du complot », ou affirment que sa thèse centrale est « ridicule et considérée comme absurde par tous les savants sérieux »,.
Le livre est fortement ainsi critiqué comme étant antisémite et pour son échec à fournir une analyse objective du rôle des Juifs dans le commerce des esclaves. Une critique fréquente est qu'il sélectionne des citations, « utilise des statistiques rudimentaires »,, et essaie d'exagérer le rôle des Juifs,,. Lui sont également reprochées la difficulté à vérifier les notes de bas de page dans leur présentation - ou l'index en fin d'ouvrage - et leur confusion entre les sources primaires et secondaires.
Outre Friedman et Gates déjà cités, il faut mentionner parmi tous ceux qui rejettent ce livre, le professeur émérite David Brion Davis, expert reconnu dans le domaine de l'esclavage et du racisme dans l'Occident et le Nouveau monde, qui déclare que « les distorsions factuelles sont presque entièrement produites par des citations sélectives plutôt que par des faux explicites et que plus fréquemment encore, des insinuations sont insérées dans la relation de la participation de Juifs à la traite des esclaves ».
De même, Harold Brackman, auteur d'une thèse de doctorat en 1977 sur l'histoire des relations afro-américaines-juives, a publié en 1992 Jew on the Brain: A Public Refutation of the Nation of Islam's The Secret Relationship Between Blacks and Jews, qui se veut une réfutation du livre ; cependant, l'auteur juif américain Lenni Brenner a écrit au sujet de cet ouvrage dans un article du New Amsterdam News que Brackman est « incapable [d'étude académique sérieuse] », et a notamment remarqué qu'il avait complètement déformé au moins une citation.
En 1995, par une action sans précédent depuis sa création 111 ans plus tôt, l'Association historique américaine (AHA) publie une déclaration condamnant « toute allégation que les Juifs auraient joué un rôle disproportionné dans la traite transatlantique des esclaves » ».
L'historien Brion Davis considère pour sa part qu' « une recherche sélective sur les marchands juifs d'esclaves devient intrinsèquement antisémite, à moins que l'on garde en mémoire le contexte plus large et la place très marginale des Juifs dans l'histoire du système global »,.

## Auteurs
En 2021, le responsable du site de lutte contre le négationnisme phdn.org, Gilles Karmasyn a établi que les véritables auteurs de The Secret Relationship étaient les militants afrocentristes Molefi Kete Asante, Jacob Carruthers, Asa Hilliard, Charshee McIntyre, Rosalind Jeffries, menés par Leonard Jeffries. 

## Source de traduction
- (en) Cet article est partiellement ou en totalité issu de l’article de Wikipédia en anglais intitulé « The Secret Relationship Between Blacks and Jews » (voir la liste des auteurs).